# Ambazonië
Ambazonië of Amba Land, officieel de Federale Republiek van Ambazonië is een niet-erkende secessie in het westen van Kameroen waar een streven naar onafhankelijkheid bestaat.
Het gebied omvat het zuiden van de voormalige kolonie Brits-Kameroen. Aan het einde van de periode van het Britse bestuur werd de kolonie verdeeld tussen Nigeria en Kameroen. Het gebied is 43.700 km² groot en telde in 2005 3.047.032 inwoners.
De belangrijkste steden in het gebied zijn:
- Bamenda
- Buéa
- Tiko

## Geschiedenis

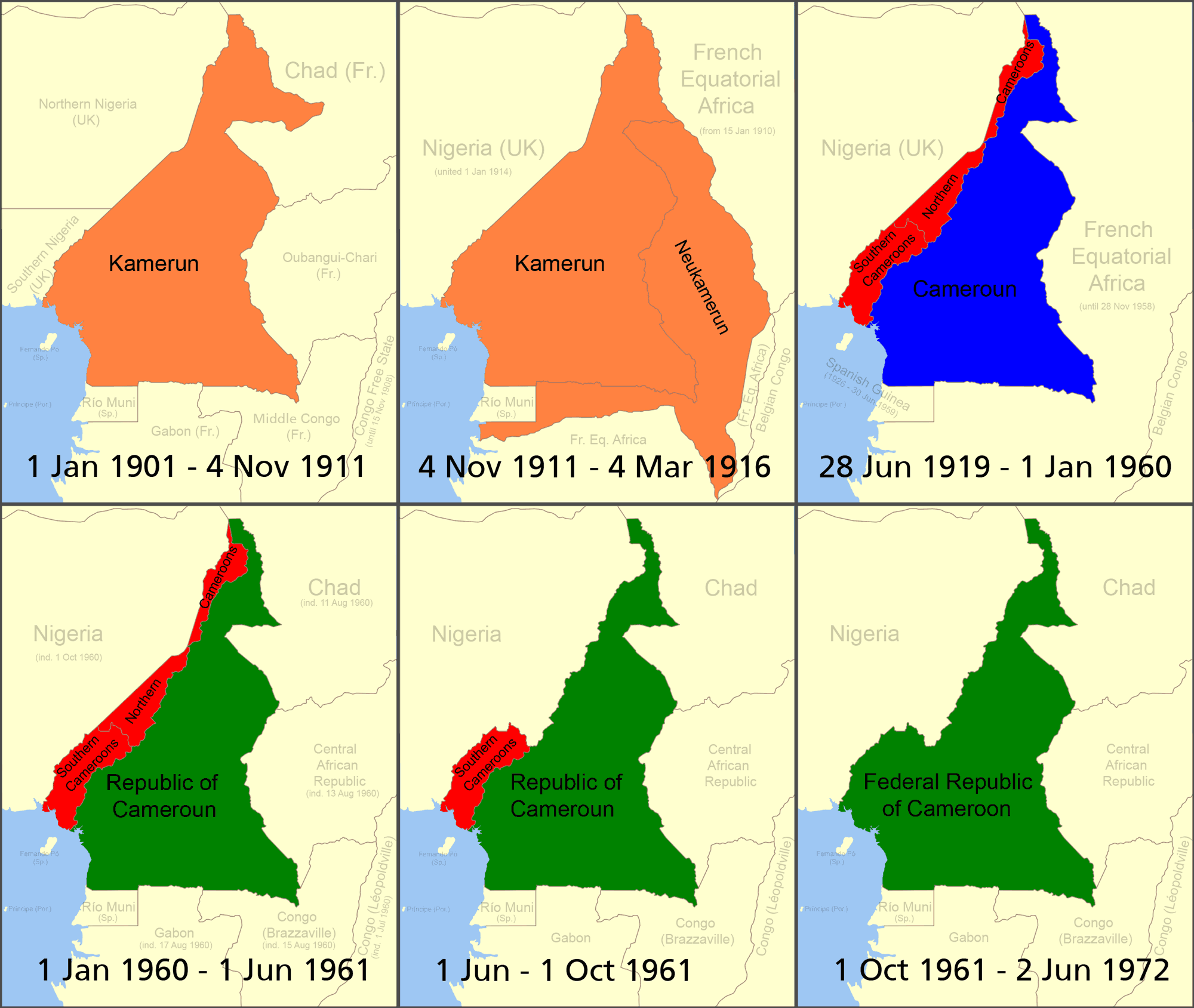
De grenzen van Kameroen in het verleden

In 1961 werd in Brits-Kameroen een referendum gehouden onder de bevolking. Het zuiden (Southern Cameroons) sprak zich hierin uit voor een federatie met het in 1960 onafhankelijk geworden Kameroen. Op 1 oktober 1961 werden de République du Cameroun en de Southern Cameroons samengevoegd tot de Federale Republiek Kameroen. In 1984 schafte president Paul Biya de naam Federale Republiek Kameroen af, tot ongenoegen van de Engelstalige bevolking in het zuidwesten. De Engelstalige advocaat Fon Gorji Dinka schreef op 20 maart 1985 in een memorandum aan Biya dat de regering van Biya ongrondwettig was en dat de Southern Cameroons onafhankelijk zouden moeten worden als republiek Ambazonië. Dinka werd opgepakt en zonder vorm van proces vastgezet.

## Opstand
Vanaf 2016 nam de spanning in het zuiden toe door de politiek van verfransing door president Biya. Engelstaligen kregen in juridische procedures nog uitsluitend Franstalige advocaten toegewezen, en op de scholen werden Engelstalige leraren vervangen door Franstaligen. Een vanuit het buitenland geleide groepering "Consortium" organiseerde de creatie van "spooksteden": op aangegeven dagen bleven de winkels gesloten en de inwoners binnenshuis. Met name in Bamenda slaagden deze acties, waarna de stad in juni 2017 door het leger werd bezet.
Op 1 oktober 2017 riep Sessekou Ayuk de onafhankelijkheid uit van de republiek Ambazonië. Het leger van Kameroen kwam tussenbeide in de regio. In januari 2018 had het conflict ertoe geleid dat zo'n 30.000 mensen op de vlucht waren geslagen naar het buurland Nigeria. De leider van de opstand, Ayuk, werd in januari 2018 met enkele tientallen volgelingen door Nigeria uitgeleverd aan Kameroen.